# ブレイデン・テイラー
ブレイデン・ケリー・テイラー（Brayden Kerry Taylor, 2002年5月22日 - ）は、アメリカ合衆国ユタ州ウェストジョーダン出身のプロ野球選手（内野手）。右投左打。MLBのタンパベイ・レイズ傘下所属。

## 経歴

### プロ入り前
テキサスクリスチャン大学では2022年に59試合に出場して打率.314、13本塁打、50打点を記録し、ハーレムベースボールウィークのアメリカ合衆国代表に選出された。

### プロ入りとレイズ傘下時代
2023年のMLBドラフト1巡目（全体19位）でタンパベイ・レイズから指名され、7月21日に契約を結んだ（契約金は約388万ドル）。傘下のルーキー級フロリダ・コンプレックスリーグ・レイズでプロデビューし、その後A級チャールストン・リバードッグスへ昇格。2チーム合計で25試合に出場して打率.242、5本塁打、15打点、11盗塁を記録した。

## 詳細情報

### 代表歴
- 2022 ハーレムベースボールウィーク アメリカ合衆国代表